# Klaudiusz Fross
Klaudiusz Fross (ur. 8 listopada 1966 w Zabrzu) – polski architekt, profesor Politechniki Śląskiej, doktor habilitowany nauk technicznych inżynier, nauczyciel akademicki Politechniki Śląskiej, w kadencji 2016–2024 dziekan Wydziału Architektury Politechniki Śląskiej, specjalista w zakresie facility management i projektowania obiektów biurowych. Propagator projektowania z wykorzystaniem badań.

## Życiorys
W 1990 ukończył studia na Wydziale Architektury Politechniki Śląskiej, następnie podjął pracę na macierzystej uczelni. Tam w 1996 na podstawie napisanej pod kierunkiem Elżbiety Niezabitowskiej rozprawy pt. Indywidualizacja przestrzeni biurowych otrzymał stopień naukowy doktora nauk technicznych dyscyplina: architektura i urbanistyka specjalność: architektura wnętrz. Na Wydziale Architektury Politechniki Wrocławskiej na podstawie dorobku naukowego oraz rozprawy pt. Badania jakościowe w projektowaniu architektonicznym na wybranych przykładach uzyskał w 2013 stopień doktora habilitowanego nauk technicznych dyscyplina: architektura i urbanistyka specjalność: architektura.
Został adiunktem na Wydziale Architektury Politechniki Śląskiej i kierownikiem Katedry Projektowania i Badań Jakościowych w Architekturze. Wybrano go dziekanem Wydziału Architektury Politechniki Śląskiej w kadencji 2016–2020.